# ティレル・014
ティレル・014（Tyrrell 014）は、ティレルが1985年のF1世界選手権参戦用に開発したF1マシン。設計はモーリス・フィリップ。ルノー製V型6気筒ターボエンジン、EF4Bを搭載する。最高成績は4位。
1986年シーズンも開幕戦から第3戦まで使用された。

## 概要
014は自然吸気のフォードDFVを搭載したティレル・012の後継であった。チームは1985シーズン前半を前年までと同じく既に3年目となる012で戦っており、マーティン・ブランドルとステファン・ベロフという有望若手2名を擁していたが、ターボエンジン全盛となった1985年では非力な存在であるNAエンジンの012ではただ後方で参加しているだけの状況となっていた。シーズン途中でチームはようやくルノーのターボエンジンの獲得に成功。ティレルはターボエンジンを確保した最後のチームであった。しかし、チームは前年に起こした「水タンク事件」による失格の後遺症でスポンサー離れによる資金難に加え、失格裁定によってテレビ放映権からの分配金も失っており、ルノー・ターボを搭載するための新車014は、012のモノコック前部をほぼ流用し、後部にルノー・ターボと補器類を置くサイドポンツーンの増設など改造を施したマシンとなった。014は第7戦フランスグランプリで1台目がデビュー。資金難のため2台目の完成に時間が掛かり、第11戦オランダグランプリでようやく投入された。このティレルのターボエンジン化によって参戦する全車両がターボ・エンジンとなり、長く活躍してきたDFVエンジンが姿を消すというF1の「ターボ全盛時代」到来となった。014によるターボ効果によってブランドル、ベロフ共に予選順位はいくつか上昇することになったが、資金難のチーム状況に変化は無いため014に新たなパーツ導入は無く、入賞圏内へ自力で入るような戦闘力は持たなかった。
チームにはショックな出来事もあり、9月1日にベロフがF1と並行してブルンチームより参戦していた世界耐久選手権第7戦スパ1000kmでクラッシュし、死亡する悲劇に襲われる。このため以後はルノーとエルフから推薦のあったフランス人フィリップ・ストレイフと、新人イヴァン・カペリを併用。1985年唯一のポイント獲得は、カペリがサバイバルレースとなった最終戦オーストラリアGPで最後まで生き残り獲得した4位・3ポイントであった。このポイントでティレルはコンストラクターズランキング10位となった。
014は1986年シーズンの序盤2戦でも使用され、その後ティレル・015が投入された。

## F1における全成績
(key) （太字はポールポジション）
| 年     | チーム                          | エンジン                        | タイヤ | No. | ドライバー | 1   | 2   | 3   | 4   | 5   | 6   | 7   | 8   | 9   | 10  | 11  | 12  | 13  | 14  | 15  | 16  | ポイント | 順位 |
| ------ | ------------------------------- | ------------------------------- | ------ | --- | ---------- | --- | --- | --- | --- | --- | --- | --- | --- | --- | --- | --- | --- | --- | --- | --- | --- | -------- | ---- |
| 1985年 | チーム・ティレル                | ルノー・ゴルディーニ EF4B V6 tc | G      |     |            | BRA | POR | SMR | MON | CAN | DET | FRA | GBR | GER | AUT | NED | ITA | BEL | EUR | RSA | AUS | 3        | 10位 |
| 1985年 | チーム・ティレル                | ルノー・ゴルディーニ EF4B V6 tc | G      | 3   | ブランドル |     |     |     |     |     |     | Ret | 7   |     |     | 7   | 8   | 13  | Ret | 7   | NC  | 3        | 10位 |
| 1985年 | チーム・ティレル                | ルノー・ゴルディーニ EF4B V6 tc | G      | 4   | ベロフ     |     |     |     |     |     |     |     |     | 8   | 7   | Ret |     |     |     |     |     | 3        | 10位 |
| 1985年 | チーム・ティレル                | ルノー・ゴルディーニ EF4B V6 tc | G      | 4   | カペリ     |     |     |     |     |     |     |     |     |     |     |     |     |     | Ret |     | 4   | 3        | 10位 |
| 1985年 | チーム・ティレル                | ルノー・ゴルディーニ EF4B V6 tc | G      | 4   | ストレイフ |     |     |     |     |     |     |     |     |     |     |     |     |     |     | Ret |     | 3        | 10位 |
| 1986年 | データゼネラル チーム・ティレル | ルノー・ゴルディーニ EF4B V6 tc | G      |     |            | BRA | ESP | SMR | MON | BEL | CAN | DET | FRA | GBR | GER | HUN | AUT | ITA | POR | MEX | AUS | 11*      | 7位  |
| 1986年 | データゼネラル チーム・ティレル | ルノー・ゴルディーニ EF4B V6 tc | G      | 3   | ブランドル | 5   | Ret | 8   |     |     |     |     |     |     |     |     |     |     |     |     |     | 11*      | 7位  |
| 1986年 | データゼネラル チーム・ティレル | ルノー・ゴルディーニ EF4B V6 tc | G      | 4   | ストレイフ | 7   | Ret | Ret |     |     |     |     |     |     |     |     |     |     |     |     |     | 11*      | 7位  |

* ティレル・015による9ポイントを含む。